# Bráhmanák
A Bráhmanák (szanszkrit:  ब्राह्मण, Brāhmaṇa) vagyis a "bráhmanoknak szánt" szövegek hosszabb-rövidebb teológiai jellegű magyarázatok, amelyek a Védák használatára és értelmezésére vonatkoznak. Híres régi Véda-bölcsek nézetei, s a tekintélyesebb Véda-iskolák tanításai ezek. 
Valamikor sokkal több Bráhmana lehetett, mint amennyi fennmaradt, mert a szövegek gyakran idéznek ma már ismeretlen Bráhmanákból. Korukat nehéz megállapítani, de általában véve a származási idejük Kr. e. 1000-től Kr. u. 500-ig terjed. 
A Bráhmanák két fő részből állnak:
- Vidhi - előírások, szabályok
- Arthaváda - magyarázatok, értelmezések

A Bráhmanákban határozottan kifejezésre jut az a felfogás, hogy az áldozat kozmikus cselekmény, amelyben az áldozat bemutatója mágikus módon mintegy belekapcsolódik a Mindenség erőfolyamatába. (A világrend és az áldozat bensőséges, titokzatos egységének gondolatát a Bhagavad-Gítá is ilyen értelemben magyarázza.) Minthogy az áldozat ilyképpen nem csupán üres szertartás, hanem mélyértelmű és nagy erőkkel kapcsolódó cselekmény, minden részlete fokozott fontosságot nyer.
A Bráhmanák teológiai, liturgiai, sőt mondhatni dogmatikai elemeket tartalmaznak, pl. a bráhmanok rangelsősége törvényerővel fejeződik ki bennük, mert áldozatot még a király is csak a házi bráhman útján mutathatott be. Ezeket a szövegeket a túlzott rendszerezés jellemzi, megvan bennük az öncélú teológia elmaradhatatlan vonása, a szőrszálhasogató taglalásra való hajlam, némelyik Bráhmana valóssággal tobzódik a kozmogóniai (a világ keletkezése) spekulációkban is. De megvan bennük a tudományos jellegű osztályozásra és rendszerezésre irányuló törekvés is, a misztika és mágia alapjait pedig éppúgy megtaláljuk, mint a magasrendű bölcselet kezdeteit. 

## Osztályozás
Minden Bráhmana társul a Védák egyikéhez. 
- Rigvéda
  - Ajtareja-Bráhmana (AB)
  - Kausitaki-Bráhmana (KB)
- Számavéda
  - Dzsajminija Bráhmana (JB)
  - Pancsavimsa (Tándja) Bráhmana
  - Szadvimsa Bráhmana
- Jadzsurvéda
  - Fehér-Jadzsurvéda:
    - Satapatha-Bráhmana (SB)

  - Fekete-Jadzsurvéda:
    - Taittiríja-Bráhmana (TB)
- Atharvavéda
  - Gopatha-Bráhmana (GopB)

## Fordítás
- Ez a szócikk részben vagy egészben  a   Brahmanas című angol Wikipédia-szócikk fordításán alapul.  Az eredeti cikk szerkesztőit annak laptörténete sorolja fel. Ez a jelzés csupán a megfogalmazás eredetét és a szerzői jogokat jelzi, nem szolgál a cikkben szereplő információk forrásmegjelöléseként.